# Жарр, Жан-Мишель
Жан-Мишель Андре Жарр (фр. Jean-Michel André Jarre; род. 24 августа 1948, Лион) — французский композитор, мультиинструменталист, один из пионеров электронной музыки, играющий в основном на синтезаторах, автор и постановщик грандиозных музыкально-световых шоу.

## Биография

### Ранние годы
Жан-Мишель Андре Жарр родился 24 августа 1948 года в Лионе, Франция. Сын композитора Мориса Жарра и участницы движения Сопротивления Франс Пежо (1914—2010), заключённой в годы немецкой оккупации в концентрационный лагерь Равенсбрюк (1944), сводный брат киносценариста Кевина Жарра, пасынок актрисы Лоры Девон. Бабушка Жарра происходила из семьи еврейских иммигрантов из Российской империи.
Когда Жан-Мишелю было пять лет, его родители развелись, и отец переехал в Америку. Жан-Мишель жил со своей матерью в маленькой квартирке в пригороде Парижа. У отца и сына нормального общения не было.
Жан-Мишель начал учиться играть на фортепиано уже в 5 лет. Учась в лицее Мишле (фр. Lycée Michelet), параллельно брал уроки гармонии, контрапункта и фуги у Жанин Рюеф из Парижской консерватории. Находясь под влиянием британской поп-музыки, играл на гитаре в различных парижских группах. С 1968 года был членом Группы музыкальных исследований (GRM) (фр. Groupe de recherches musicales) под руководством Пьера Шеффера, занимаясь неевропейской музыкой (африканской, народов Океании и Амазонии и др.) В это время также Жарр пару месяцев стажировался в студии Карлхайнца Штокхаузена. Новое увлечение электронным звучанием и синтезаторами Жарра пошло вразрез с основными доктринами GRM, и Жан-Мишель покидает GRM, сосредоточившись на электронно-синтезаторном экспериментировании и реализации собственных идей. В 1969 был записан электронный сингл «La Cage / Erosmachine»

### 1970-е
В 1971 году Жарр использовал электронную музыку для сопровождения балета AOR в парижском «Пале Гарнье». В 1972 году вышел его альбом Deserted Palace. Далее он стал писать композиции любого назначения: для использования в ресторанах и аэропортах, для рекламы, на радио, телевидении, для фильмов, сочинения для оперы и балета, поп-музыку.
В 1976 году выходит альбом Oxygène («Кислород»). «Космическая» синтезаторная электроника Жарра имела большой успех: альбом вскоре стал «золотым» и завоевал награду «Grand Prix du Disque». В конце 70-х — начале 80-х Жарр стал одним из главных представителей электронной музыки. В общей сложности по всему миру было продано более 80 млн копий его альбомов.

### Musique pour SupermarchéиZoolook
5 июля 1983 Жарр выставил на аукцион единственную виниловую копию своего нового альбома Musique pour Supermarché («Музыка для супермаркетов»), музыка на котором была создана для художественной выставки. Аукцион Hôtel Drouot в Париже собрал 69 тыс. франков. Жарр пообещал сжечь оригинальные ленты в присутствии представителя власти.
Альбом был проигран один раз на волнах радиостанции RTL и впоследствии аудиопираты выпустили бутлег с записью этой передачи (правда, звук был подпорчен помехами и искажениями, внесёнными АМ-модуляцией).
После того, как матрица была уничтожена, части Musique pour Supermarché были переработаны в 1984 году в новом альбоме Zoolook. Альбом объединяет аналоговый синтез с этнической и вокальной музыкой. Zoolook представляет семплы и слова на различных языках со всего земного шара для создания разнообразного диапазона звуков и эффектов.

### 1990-е
В 1990 году Жарр выпустил альбом En attendant Cousteau, вдохновленный жизнью французского океанографа Жак-Ива Кусто. В том же году во время празднования Дня взятия Бастилии Жарр выступил в Дефанс в Париже, ещё раз побив свой предыдущий рекорд — концерт посетили 2 миллиона человек. Позже он организовал концерт у пирамид Теотиуакана в Мексике, который должен был состояться во время солнечного затмения 11 июля 1991 года. Однако за несколько недель до концерта стало известно, что судно, вёзшее специально построенную для концерта сцену в форме пирамиды и другое оборудование, затонуло в Атлантическом океане. Жарр был настолько разочарован, что «не мог прикоснуться к мексиканской еде в течение двух лет».
В 1993 году выходит альбом Chronologie, написанный под влиянием музыки техно. С технической точки зрения альбом представляет собой возврат к концепции периода Oxygène/Équinoxe, где грандиозная увертюра предшествует более ритмичным частям. При записи Chronologie Жарр использовал как свои традиционные синтезаторы ARP 2600 и Minimoog, так и более новые, такие как Roland JD-800 и Kurzweil K2000. В поддержку альбома Жарр проводит свой первый европейский тур, выступив в 17 городах 7 разных стран. Тур имел большой успех, собрав около 660 000 зрителей.

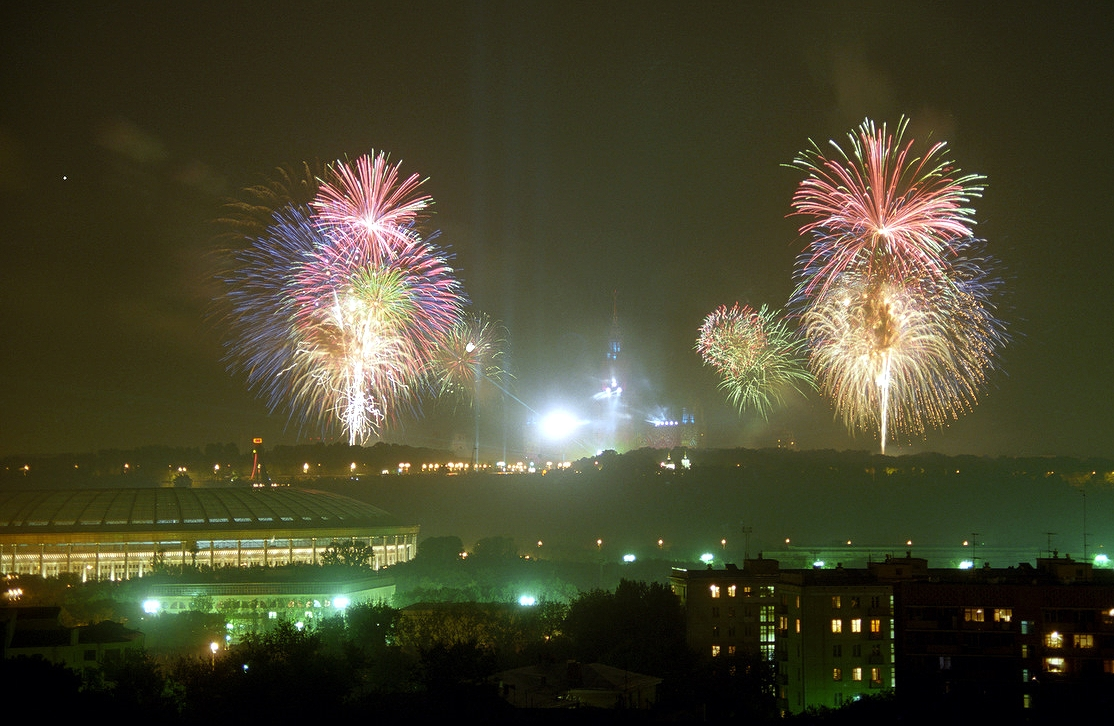
Концерт в Москве, 6 сентября 1997 года

В 1997 году Жарр выпускает Oxygène 7–13, продолжение Oxygène: в первый альбом входили 6 треков, поэтому в новом отсчет композиций вёлся с 7-й по 13-ю. Для записи использовались те же синтезаторы, что и в 1976 году. Альбом посвящён памяти учителя Жарра, авангардного композитора Пьера Шеффера.
В сентябре того же года Жарр установил ещё один рекорд по количеству зрителей — на концерте рядом с МГУ во время празднования 850-летия Москвы присутствовало около 3,5 млн человек. В тот же день проходили похороны принцессы Дианы, поэтому музыкант посвятил ей композицию «Souvenir of China» и почтил память покойной минутой молчания.
Ещё один масштабный концерт состоялся 31 декабря 1999 года в египетской пустыне близ Гизы. Этот концерт под названием «The Twelve Dreams of the Sun» был проведен в честь наступающего тысячелетия, а также ознаменовал выход нового альбома Жарра Métamorphoses. В «The Twelve Dreams of the Sun», основанном на древнеегипетской мифологии, путешествии солнца и его влиянии на человечество, приняли участие более 1000 местных художников и музыкантов.

### 2000-е
В 2000 году выходит первый неинструментальный альбом Жарра, Métamorphoses. Он был сведён с помощью цифровой звуковой рабочей станции Pro Tools. Métamorphoses ознаменовал собой отход от более ранних работ Жарра. Звуковые эффекты, используемые в композициях, включали помехи звуковых волн от мобильных телефонов. Также для создания вокала использовалась программа Macintalk (трек «Love, Love, Love»). В записи альбома приняли участие Лори Андерсон (которая ранее сотрудничала на Zoolook), Наташа Атлас и Шарон Корр.
В 2003 году Жарр выпустил альбом Geometry of Love, который заказал Jean-Roch для своего ночного клуба V.I.P. Room. Он содержал смесь музыки «электро-чилл» с элементами более традиционного стиля Жарра.
В октябре 2004 года музыкант вернулся в Китай для участия в открытии программы культурного обмена под девизом «Год Франции». Жарр дал два концерта: первый — у Меридианных ворот Запретного города (посетили 15 000 человек), а второй — на площади Тяньаньмэнь. Оба выступления транслировались в прямом эфире по телевидению. Жарр сотрудничал с музыкантом Чэнь Лин. Для концертов было использовано 600 проекторов, проецирующих цветной свет и изображения на экраны и другие объекты.
В качестве посла доброй воли ЮНЕСКО, Жарр выступил с концертом под названием «Вода для жизни» в Марокко 16 декабря 2006 года в ознаменование Международного года пустынь и опустынивания. Концерт проходил перед дюнами Эрг Чебби в Мерзуге, Сахара. Бесплатный концерт посетили 25 000 человек.

### 2010-е
В мае 2011 года был выпущен двойной альбом Essentials & Rarities — сборник лучших хитов и композиций, записанных до Oxygène. В июле того же года Жарр выступил в Монако по случаю свадьбы принца Альбера II.
В июне 2013 года Жарр был избран президентом Международной конфедерации обществ авторов и композиторов (CISAC).
7 ноября 2019 года Жарр объявил о выпуске приложения для операционной системы iOS под названием EōN. Это приложение содержит морфинговую графику, созданную алгоритмом, разработанным Алексисом Андре из Sony Computer Science Laboratories, и музыку, сгенерированную из 7 часов записанного материала Жарра.

### 2020-е
21 июня 2020 года Жарр, в разгар первой волны пандемии, провел концерт Alone Together в виртуальной реальности на платформе VRChat.
В ночь с 31 декабря 2020 года на 1 января 2021 года Жан-Мишель Жарр провел прямую трансляцию из виртуального Собора Парижской Богоматери (Notre-Dame de Paris). Трансляцию VR-концерта и живого выступления Жарра в прямом эфире и записи посмотрели 75 млн человек. Проект получил 2 Honoree премии Webby Award, премию Crystal Owl в номинации Best Live Entertainment, премию Social Music Awards.
21 июня 2021 года Жан-Мишель Жарр был награждён орденом Почётного легиона. Орден вручил президент Франции Эммануэль Макрон. После награждения Жарр сыграл концерт в саду Елисейского Дворца.
С 21 по 23 января 2022 года Жарр в рамках Hyper Weekend Festival Жарр провел концерты как в физическом, так и виртуальном формате в рамках презентации нового альбома OXYMORE.

## Звания и награды

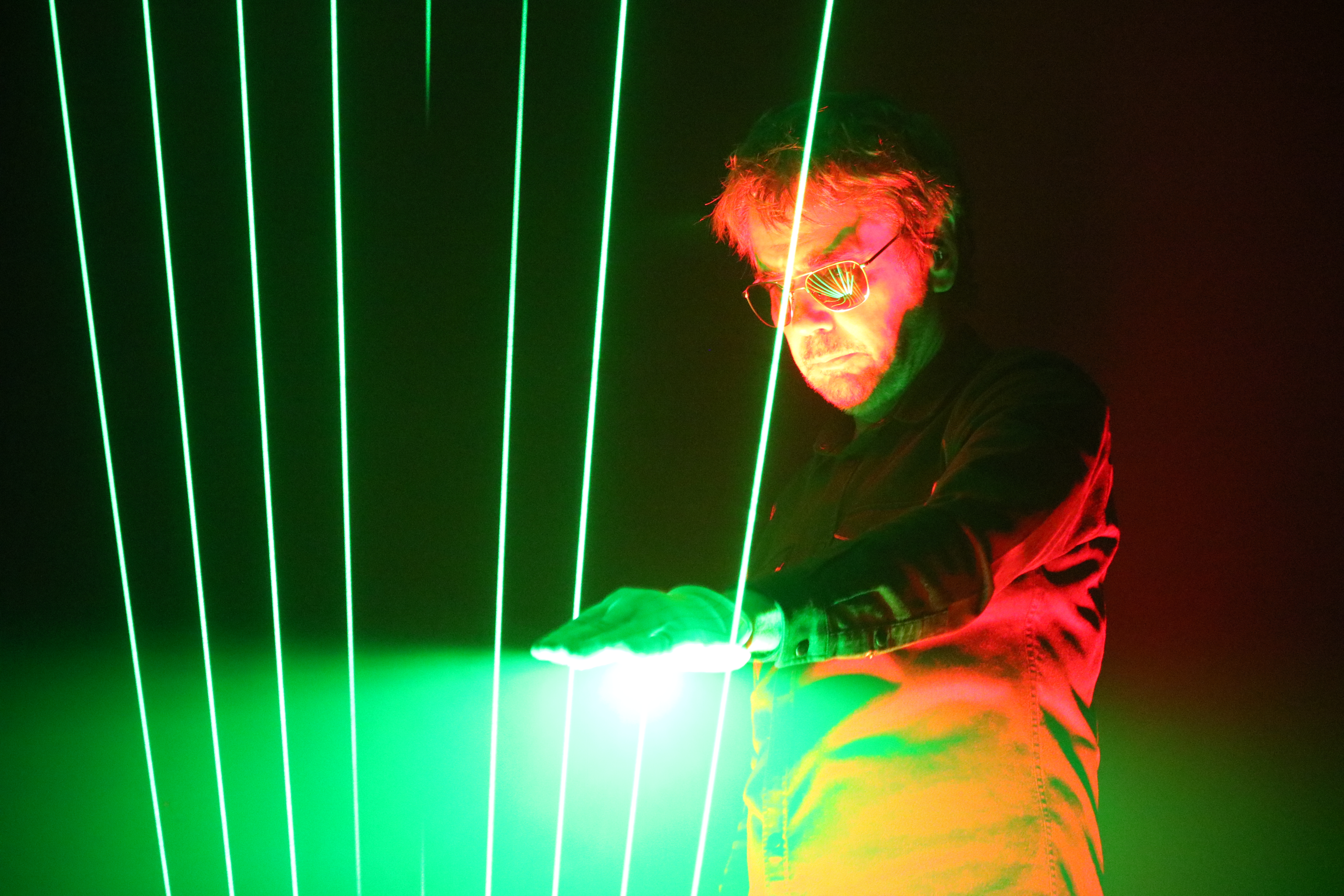
Игра на лазерной арфе

- 1976 — Гран-при академии Charles Cros за альбом «Oxygene»
  - Человек года, по версии журнала People
- 1981 — Почётный член консерватории Пекина
- 1983 — D&AD Silver Award за лучшее продвижение звукозаписи
- 1984 — Grand Prix du Disque Français за альбом «Zoolook»
- 1985 — «Виктуар де ля мюзик» за альбом «Zoolook»
  - «Виктуар де ля мюзик» за «Rendez-vous»
  - «Виктуар де ля мюзик» за концерт в Хьюстоне
  - Почётный гражданин г. Хьюстон
- 1987 — Почетный гражданин г. Лион
- 1991 — Video Award за все концерты
- 1992 — Golden Europa Award за все концерты
- 1993 — «Виктуар де ля мюзик» за тур «Europe en Concert»
- 1994 — Кавалер ордена Почётного Легиона[29]
- 1998 — IFPI Platinum Europe Award за всё творчество
- 2008 — Почётный доктор Российского химико-технологического университета[30][31].
- 2011 — Офицер ордена Почётного легиона[29]
- 2013 — Премия Штайгер
- 2013 — избран президентом Международной конфедерации обществ авторов и композиторов[32]
- В честь Жана-Мишеля Жарра и его отца Мориса Жарра была названа малая планета «(4422) Жарр»[33].
- 2019 — Командор ордена Почётного легиона[34]

## Рекорды
Жан-Мишель Жарр четыре раза попадал в Книгу рекордов Гиннесса, когда его концерты отмечались как самые массовые в истории:
1. 1979 — концерт в Париже на площади Согласия в День взятия Бастилии (1 млн зрителей)
2. 1986 — концерт в Хьюстоне (1,3 млн зрителей)
3. 1991 — концерт в Париже на Ля Дефанс (2,5 млн зрителей)[35]
4. 1997 — концерт в Москве на Воробьёвых горах (по неофициальным данным, присутствовало около 3,5 млн человек)[36]

Альбом Music for Supermarkets («Музыка для супермаркетов», 1983), выпущенный в единственном экземпляре, продан на аукционе за 10 тыс. фунтов стерлингов.

## Личная жизнь
- От первого брака у него дочь Эмили-Шарлотта.
- Брак с английской актрисой Шарлоттой Рэмплинг
  - сын Дэвид.
- 2005—2010 — брак с французской актрисой Анн Парийо.

## Избранная дискография

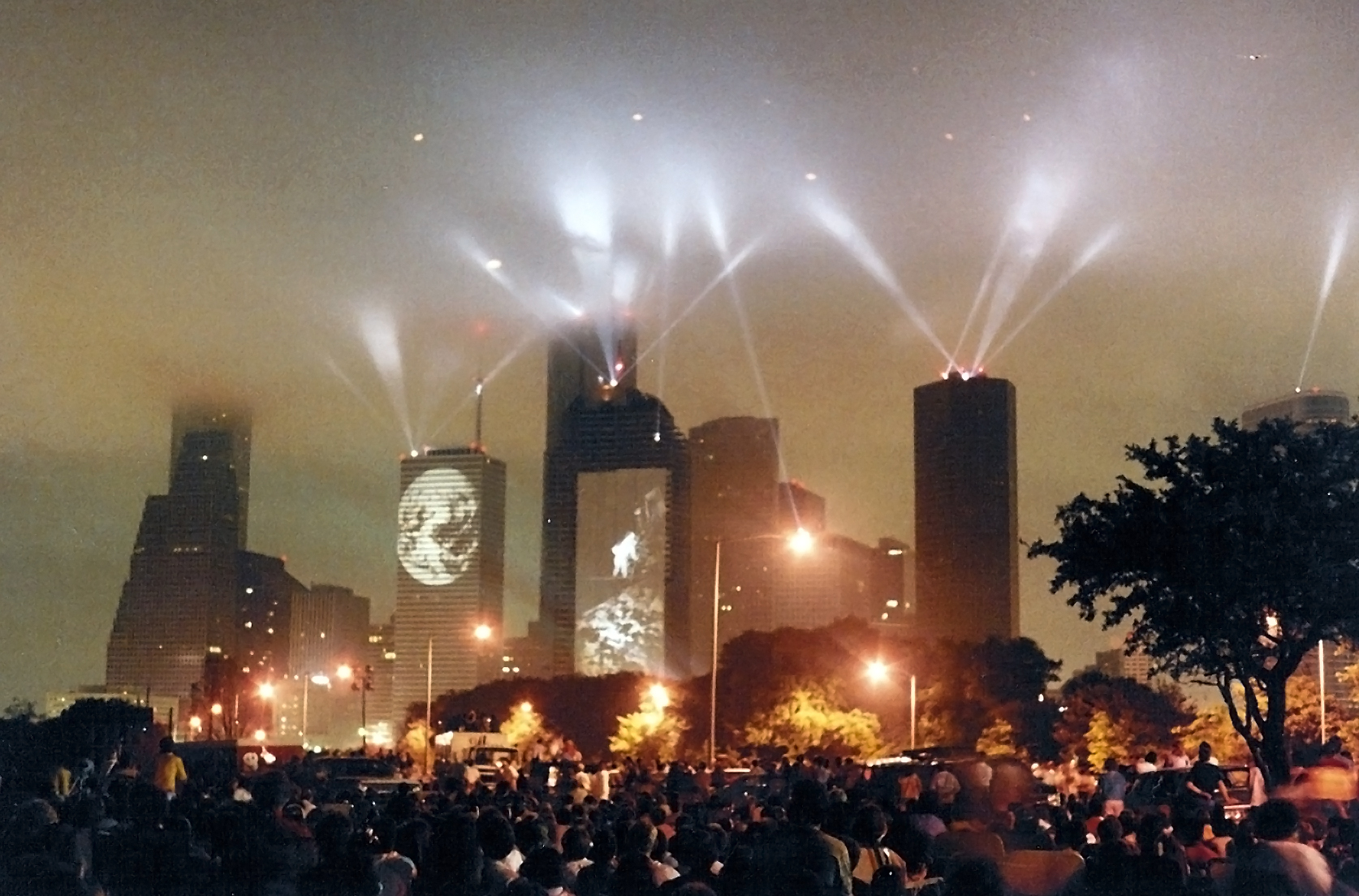
Представление «Rendez-Vous» в Хьюстоне, 1986 год

### Студийные записи
- La Cage / Erosmachine (1970, 7" сингл)
- Deserted Palace (1972)
- Oxygène (1976)
- Équinoxe (1978)
- Magnetic Fields / Les Chants Magnétiques (1981)
- Music for Supermarkets / Musique Pour Supermarché (1983, тираж 1 экземпляр)
- Zoolook (1984)
- Rendez-Vous (1986)
- Revolutions (1988)
- Waiting for Cousteau / En Attendant Cousteau (1990)
- Chronologie (1993)
- Oxygene 7–13 (1997)
- Métamorphoses (2000)
- Interior Music (2001, ограниченное издание для Bang & Olufsen, 1000 экземпляров)
- Sessions 2000 (2002)
- Geometry of Love (2003)
- Téo & Téa[англ.] (2007)
- Electronica 1: The Time Machine (2015)
- Electronica 2: The Heart of Noise (2016)
- Oxygène 3 (2016)
- Radiophonie vol. 9 (2017, ограниченное издание музыкальных заставок для радиостанции France Info, 2000 экземпляров)
- Equinoxe Infinity (2018)[39]
- Amazônia (2021)
- Oxymore (2022)

### Концертные записи

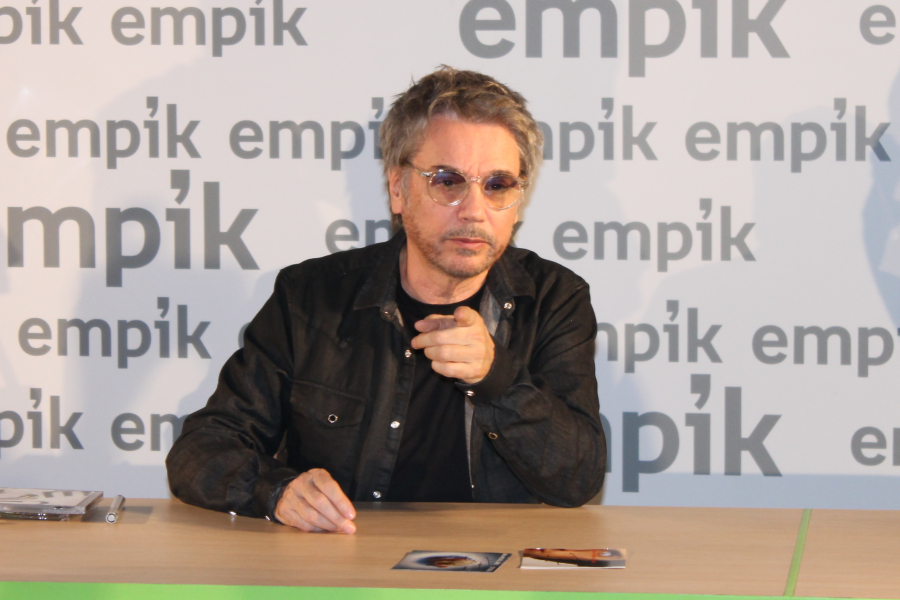
Жарр на встрече в Варшаве в октябре 2015 года

- The Concerts in China (Les Concerts En Chine) (1982)
- In Concert Houston-Lyon (1987, переиздан в том же году под названием Cities in Concert Houston-Lyon)
- Jarre Live (1989, переиздан в 1996 году под названием Destination Docklands)
- Hong Kong (1994)
- DVD Jarre in China — Forbidden City/Tian-Anmen (2004, издан в формате 2DVD+CD)
- Live From Gdańsk — (Koncert w Stoczni) (2005)
- Live Printemps de Bourges 2002 (2006, выпущен только на iTunes)
- DVD Oxygen in Moscow (8 окт. 2007)
- Oxygène : Live in your living room (2007) вышел 26 ноября

### Саундтреки
- Les Granges Brûlées (1973) — к фильму Сгоревшие фермы
- Qui Veut Devenir Une Star (2001, не выпущен официально)

### Ремиксы
- Jarremix (1995)
- Odyssey Through O2 (1998)

### Сборники

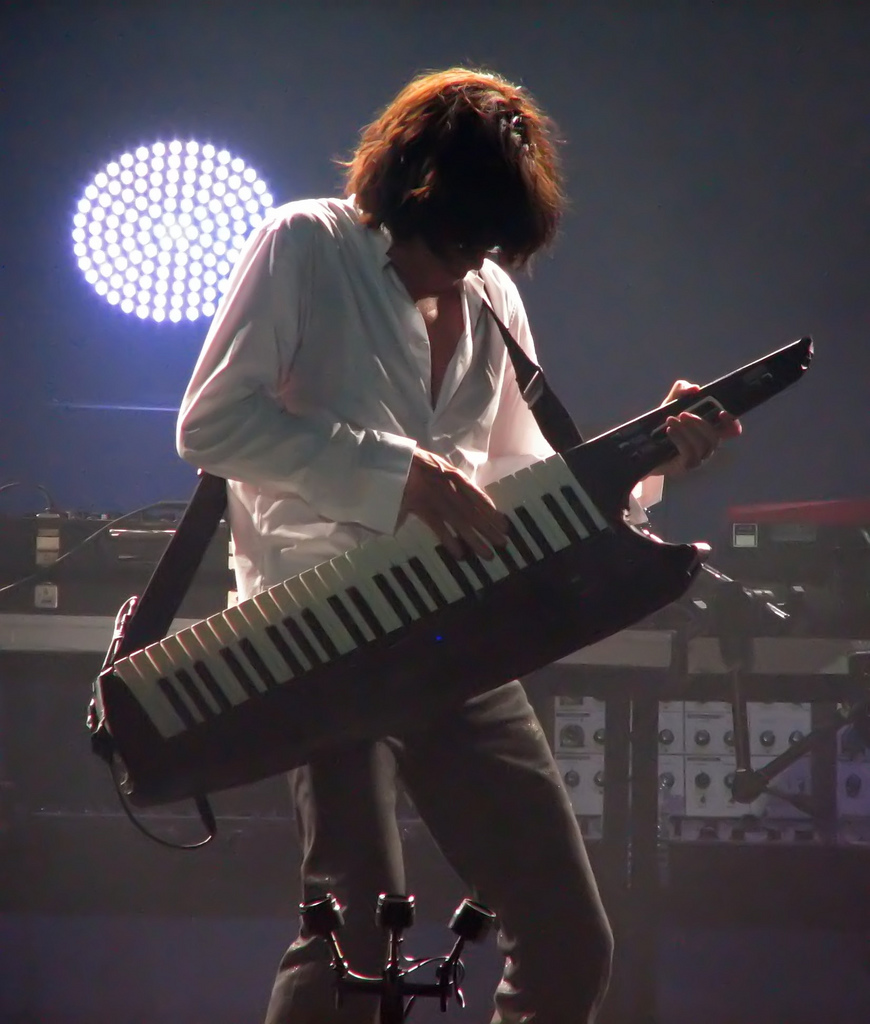

- The Essential Jean Michel Jarre (1983)
- Synthesis (1983, выпущен только в Италии)
- Musik aus Zeit und Raum (1984)
- The Essential 1976—1986 (1985, те же композиции, что и на The Essential Jean Michel Jarre)
- The Laser Years (Les Années Laser) (1989, коллекция из 9 CD, с эксклюзивным диском Cities In Concert Houston-Lyon)
- Images — The Best of Jean Michel Jarre (1991)
- L’Intégrale (1992, коллекция из 10 CD)
- The Complete Oxygene (1998, 2 CD box c Oxygene и Oxygene 7-13 с бонус-треком)
- The Essential (2004)
- AERO (2004, CD и DVD, формат 5.1 sound)
- Essentials & Rarities (2011, 2 CD)